# Geoffrey Chaucer

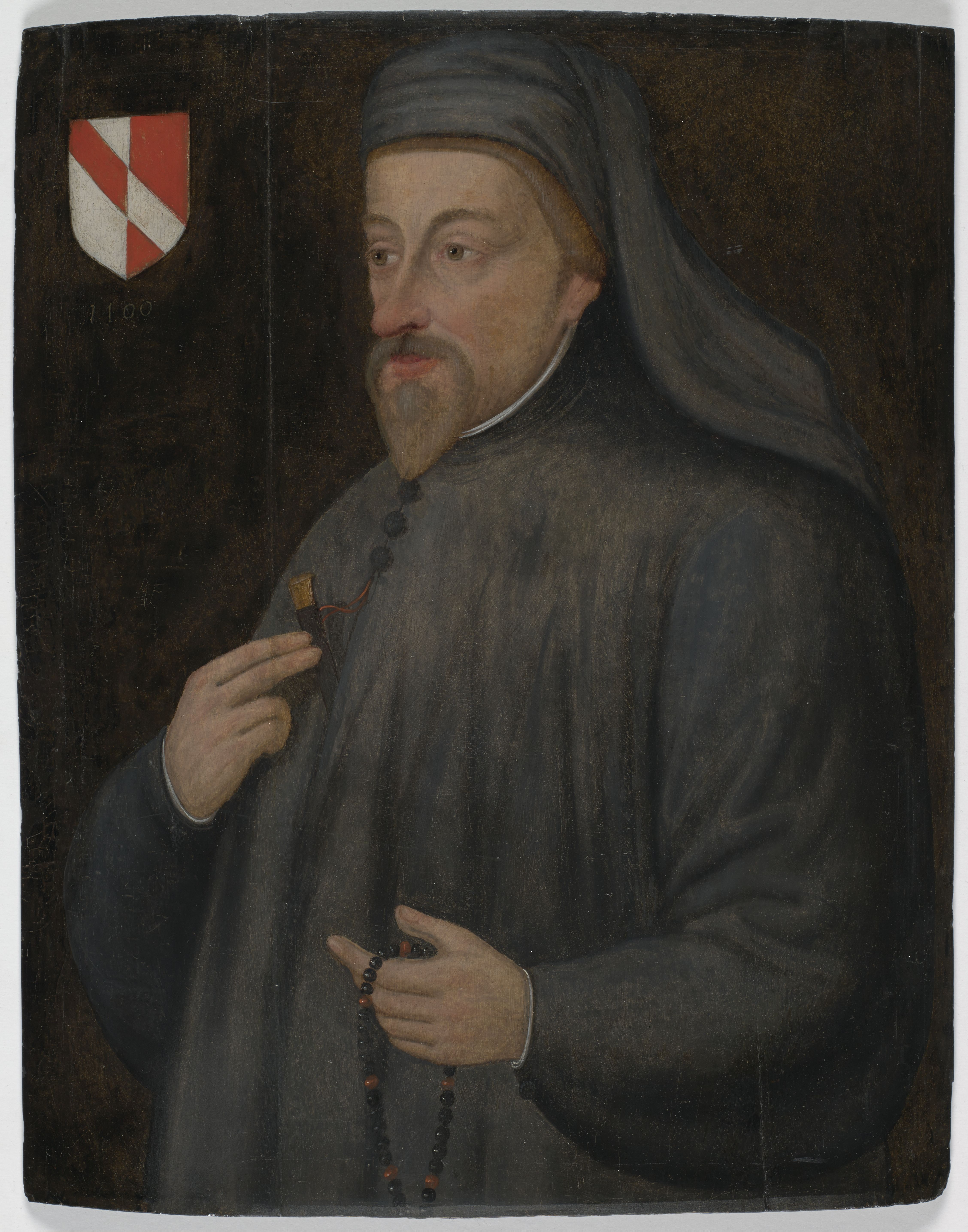
Geoffrey Chaucer

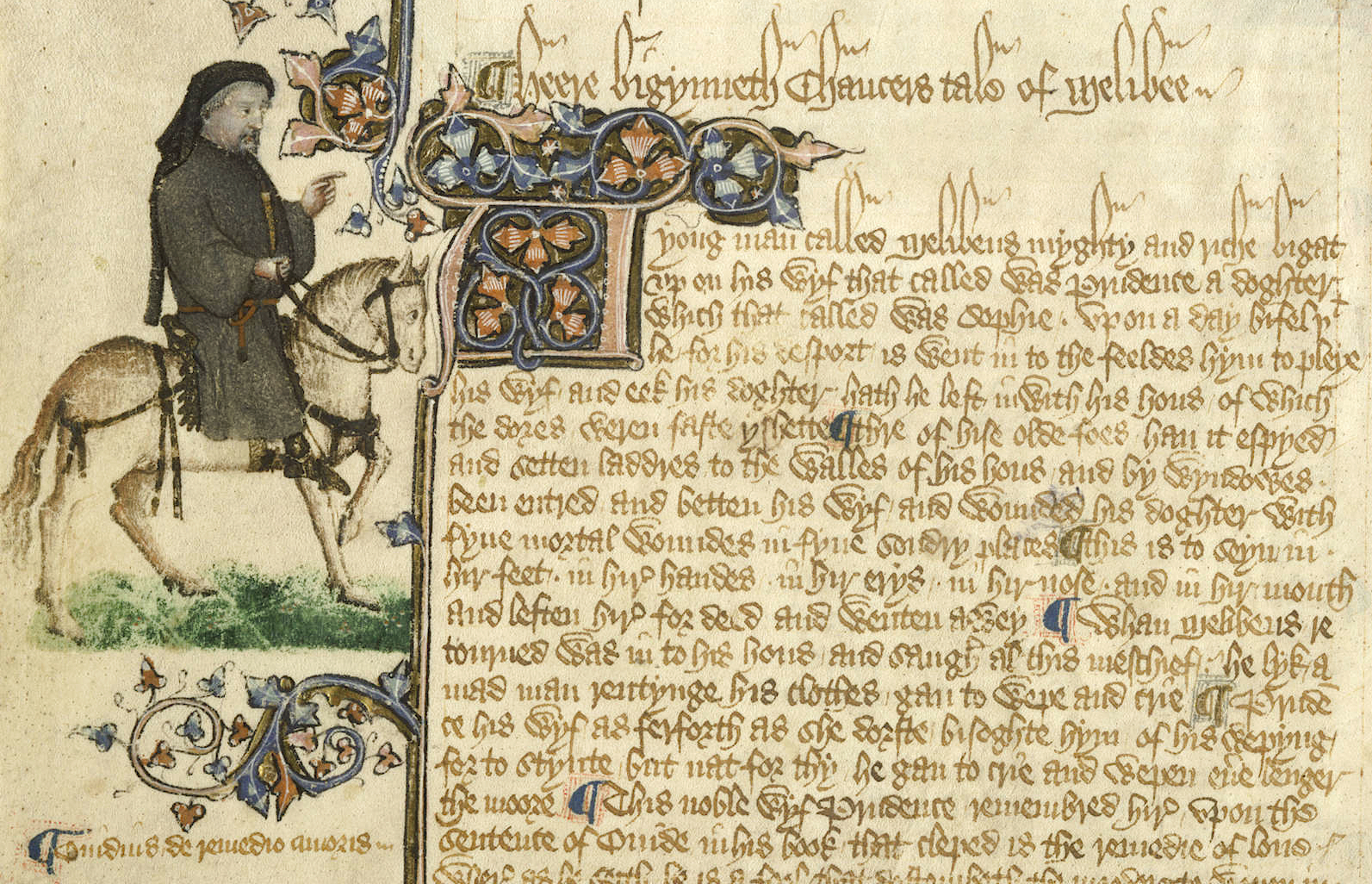
Porträt Chaucers als Pilger im Ellesmere-Manuskript (um 1410) der Canterbury Tales

Geoffrey Chaucer ([ˈtʃɔːsər],* um 1342/1343, wahrscheinlich in London; † wahrscheinlich 25. Oktober 1400 in London) war ein englischer Schriftsteller und Dichter, der als Verfasser der Canterbury Tales berühmt geworden ist. In einer Zeit, in der Dichtung in England noch vorwiegend auf Latein, Französisch oder Anglonormannisch geschrieben wurde, gebrauchte Chaucer die Volkssprache und erhob dadurch das Mittelenglische zur Literatursprache. Sein Familienname leitet sich vom franz. chausseur, „Schuhmacher“, ab.

## Leben
Chaucer entstammte einer reichen Londoner Weinhändlerfamilie. Die erste schriftliche Erwähnung seines Namens findet sich 1357 im Haushaltsbuch der Gräfin von Ulster, Elizabeth de Burgh, der Frau des Prinzen Lionel von Antwerpen. Lionel, ein Sohn König Eduards III., war einer der Heerführer bei der Invasion Frankreichs 1359. Auch Chaucer nahm als Soldat daran teil und wurde 1360 bei Reims für kurze Zeit von den Franzosen gefangen gehalten, für 16 £ aber wieder freigekauft. Während der kurz darauf eingeleiteten Friedensverhandlungen in Calais stand er als Kurier in Lionels Diensten.
Danach ist bis 1366 keine geschichtliche Spur von ihm zu finden. Aus diesem Jahr ist ein Schutzbrief König Karls II. von Navarra überliefert, der Chaucer und drei Begleitern freies Geleit durch sein Königreich bis zur kastilischen Grenze gewährte. In den folgenden Jahren führte Chaucer wiederholt im Auftrag des englischen Königs diplomatische Missionen aus.

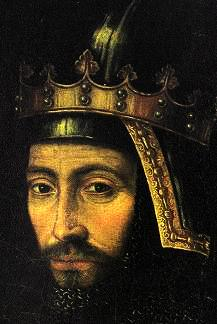
John of Gaunt

1366 heiratete er Philippa Roet, eine Hofdame der Königsgemahlin Philippa von Hennegau und Tochter von Sir Gilles, genannt „Paon de Roet“, der im Gefolge der Königsgemahlin nach England gekommen war. Ihre Schwester Catherine Swynford war ab 1372 Mätresse, später die dritte Frau von John of Gaunt, Herzog von Lancaster und vierter Sohn des Königs. So kam es, dass Chaucer sich in den folgenden Jahren der Patronage des Herzogs erfreuen konnte. Aus der Ehe mit Philippa gingen mindestens zwei Söhne, Thomas und Lewis, und vermutlich zwei Töchter, Elizabeth und Agnes, hervor. Nur von Thomas Chaucer ist Näheres bekannt, denn er wurde später einer der wohlhabendsten und politisch einflussreichsten Köpfe Englands.
Ab 1367 wurde Geoffrey Chaucer als Mitglied des königlichen Haushalts geführt, mal als valettus (Kammerdiener), mal als esquier (Knappe), jedenfalls als Angehöriger einer etwa 40 Mann starken Gruppe, die sich allgemein bei Hofe nützlich machen sollte. Vermutlich studierte er auch an den Inns of Court, der Londoner Rechtsschule. Von 1366 bis 1370 wurde er viermal in königlichem Auftrag ins Ausland gesandt und bereiste dabei Frankreich, Flandern und wahrscheinlich auch Italien. Es wird vermutet, dass Chaucer 1368 in Mailand bei der Hochzeit Lionels mit Violante, der Tochter Galeazzo II. Visconti, anwesend war und bei dieser Gelegenheit Petrarca und Jean Froissart getroffen haben könnte, zwei seiner literarischen Vorbilder.
Sein erstes literarisches Verdienst ist wohl seine Übertragung des französischen Roman de la rose ins Mittelenglische. Als sein erstes eigenes Gedicht gilt das Buch der Herzogin, eine Lobrede auf Blanche of Lancaster, die 1368 verstorbene erste Frau John of Gaunts. 1372–73 bereiste er in königlichem Auftrag Genua und Florenz. Spätestens auf dieser Reise lernte er Italienisch, und vermutlich kam er auch erstmals in Kontakt mit der Dichtung Boccaccios und Dantes, nach deren Vorbild er später die Canterbury Tales verfasste.
1374 wurde er zum Zollinspektor für den Woll-, Fell- und Lederexport berufen. Wolle stellte in dieser Zeit den wichtigsten Exportartikel Englands dar und so war Chaucer für die Aufbringung ungeheurer Geldsummen verantwortlich, mit denen der Königshof zu einem beträchtlichen Teil finanziert wurde. Neben seinem Berufseinkommen wurde ihm ab diesem Jahr von seinem Mentor John of Gaunt auch eine jährliche Apanage von 10 £ zuerkannt (wohl als Belohnung für das Buch der Herzogin), und König Edward III. bewilligte ihm zudem auf Lebenszeit eine Gallone Wein täglich. 1377 bereiste er wiederum Frankreich, 1378 Mailand, um dort mit dem Despoten Bernabò Visconti geheime militärische Beratungen zu führen. Aus dem Jahr 1380 ist ein Gerichtsdokument überliefert, in dem Chaucer vom Vorwurf losgesprochen wird, an einer Bäckertochter raptus verübt zu haben. Zeitweise stritten Forscher darüber, ob dieses Delikt mit „Vergewaltigung“ oder „Entführung“ zu übersetzen sei. Ein 2022 publizierter Archivfund des Anglisten Sebastian Sobecki und des Archivars Euan Roger schloss die Deutung als Vergewaltigung aus.
Nach 1382 delegierte er die Arbeit im Zollhaus zunehmend an seine Stellvertreter, 1385 siedelte er nach Kent um. Bereits ein Jahr später repräsentierte er diese Grafschaft im House of Commons, dem englischen Unterhaus. Seine engen Verbindungen zum Königshof wurden ihm jedoch 1386 zum Verhängnis, als die parlamentarische Opposition sich gegen König Richard II. und John of Gaunt durchsetzte; all seine Ämter wurden ihm aberkannt. 1387 starb Chaucers Frau, und trotz seines zuvor kommoden Einkommens häufte er nun Schulden an. 1390 wurde er von Richard II zum clerk of the works ernannt, also zum Aufseher über die königlichen Bauvorhaben. In dieser Funktion wurde er im September desselben Jahres von Briganten ausgeraubt; manche Forscher vermuten, dass Chaucer den Überfall inszenierte, um mit dem vermeintlich geraubten Geld seine Schulden zu begleichen. Nach nur einem Jahr wurde ihm sein Amt wieder entzogen. Stattdessen wurde er zum Forstaufseher über die königlichen Wälder in North Petherton in der Grafschaft Somerset ernannt und erhielt in den folgenden Jahren seine Kontakte zum Königshof aufrecht. In dieser Zeit entstanden auch die meisten der Canterbury Tales.
Als Heinrich IV., der Sohn von Chaucers verstorbenem Gönner John of Gaunt und seiner ersten Frau Blanche, 1399 den englischen Thron bestieg, wurde Chaucers Jahresgehalt beträchtlich erhöht; das Chaucer zugeschriebene Gedicht The Complaint of Chaucer to his Purse („Chaucers Klage an seinen Geldbeutel“) wird allerdings als Hinweis gedeutet, dass das Geld nicht ausgezahlt wurde. Er ließ sich wieder in London nieder, wo er aber bereits ein Jahr später verstarb, vermutlich am 25. Oktober 1400 – dies ist zumindest das Datum, das auf seinem heutigen Grabmal zu lesen ist; es wurde jedoch erst im 16. Jahrhundert errichtet. Er wurde in der Westminster Abbey beigesetzt; beginnend mit Edmund Spenser wurden ab 1599 traditionell die besten englischen Dichter in der Poets’ Corner rund um sein Grab bestattet. Seit 1959 ist er Namensgeber für Chaucer Island in der Antarktis.

## Werk

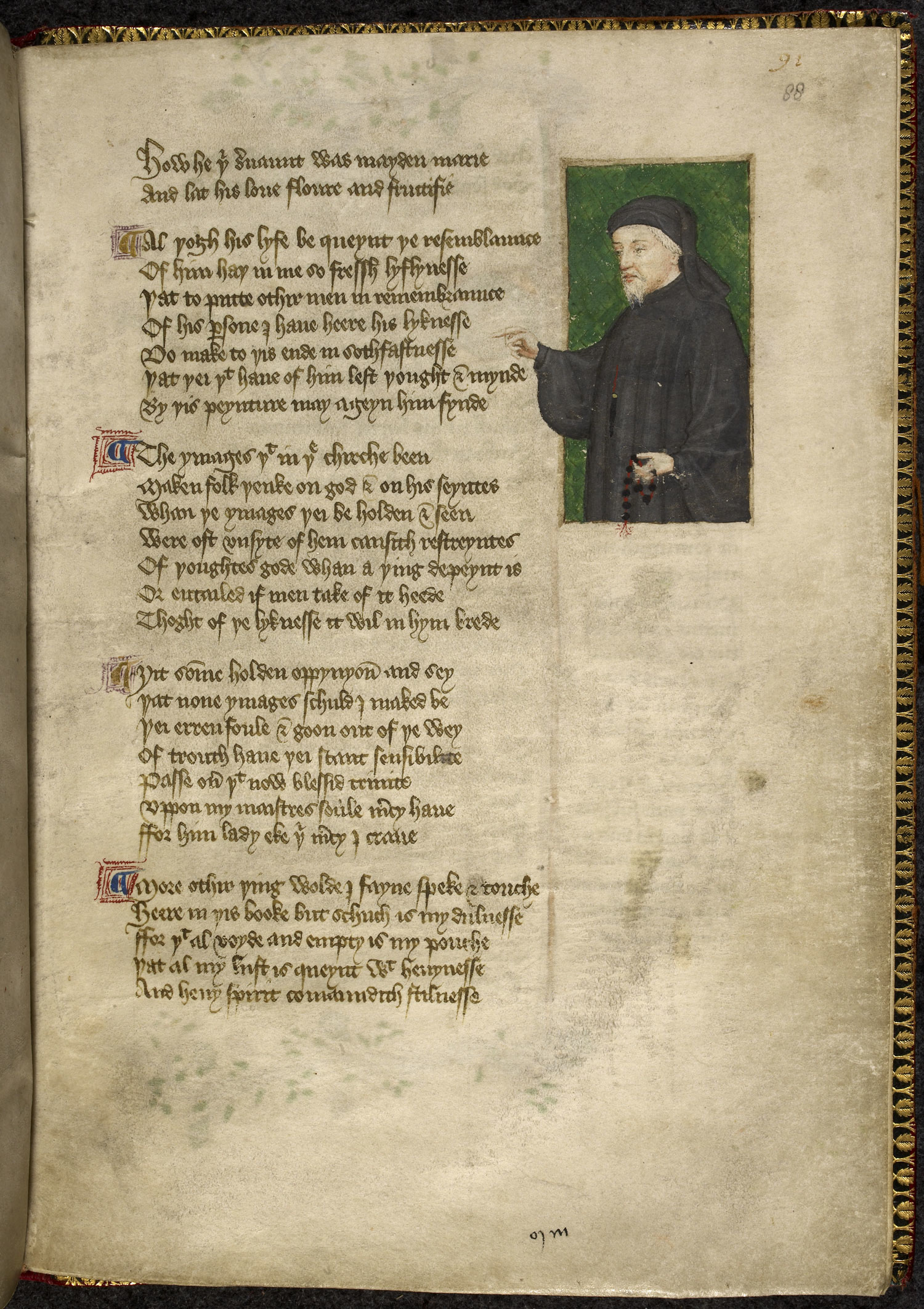
Porträt Chaucers in Thomas Hoccleves The Regiment of Princes (1412)

Geoffrey Chaucer gilt als Begründer der modernen englischen Literatur. Zwar hatte im frühen Mittelalter das Altenglische eine reiche Literatur hervorgebracht, doch diese Schrifttradition endete jäh nach der Invasion der Normannen 1066. Fortan war Französisch bzw. Anglonormannisch die Sprache der gehobenen und gebildeten Stände. Erst im 14. Jahrhundert gewann das Englische wieder an Prestige und Chaucer war einer der ersten, die sich seiner als Literatursprache bedienten, und gilt daher als „Vater der englischen Literatur“.
Sein Werk ist stark von antiken, französischen und italienischen Vorbildern geprägt, enthält aber auch metrische, stilistische und inhaltliche Neuerungen, die die Eigenständigkeit der frühen englischen Literatur begründeten. Es wird üblicherweise in drei Schaffensphasen eingeteilt, die jeweils seine literarischen Einflüsse und letztlich seine Emanzipation von seinen Vorbildern widerspiegeln. Chaucers Frühwerk gilt so als seine „französische“, die ab 1370 datierten Schriften als „italienische“ Phase. Die Canterbury Tales entstanden zum größten Teil nach 1390 in seiner „englischen“ Phase.

### Metrik
Die altenglische Dichtung beruhte auf dem germanischen Stabreim, der sich auch in Chaucers Werk gelegentlich findet. Chaucer übernahm aus der literarischen Tradition der romanischen Sprachen den Endreim, experimentierte mit verschiedenen französischen und italienischen Gedichtformen und passte sie den grammatischen und rhythmischen Eigenarten der englischen Sprache an. Er ging zunächst von dem von Guillaume de Machaut zur Reife entwickelten französischen Balladenvers aus. Im Französischen bestand der Balladenvers aus acht Zeilen mit dem Reimschema [ababbcbc]. In je drei aufeinander folgenden Strophen wurden dieselben Reime wieder aufgegriffen. Chaucer hielt sich in kürzeren Gedichten wie Truth oder Gentilesse strikt an diese Vorgabe. Im Italienischen entsprach der französischen Balladenstrophe die von Boccaccio verwendete ottava rima. Im Französischen hatten die Zeilen meist acht, im Italienischen elf Silben (endecasillabo). Chaucer bediente sich meist zehnsilbiger jambischer Fünfheber (heroic verse) und führte so den in der Folge meistverwandten Vers in die englische Dichtung ein.
Durch Auslassung der siebten Zeile der ottava rima schuf Chaucer eine Gedichtform, die später als rhyme royal bezeichnet wurde und in der englischen Literatur viele Nachahmer gefunden hat. Als Beispiel sei die erste Strophe von The Parliament of Fowls angeführt:
The lyf so short, the craft so long to lerne,

Th'assay so hard, so sharp the conquerynge,

The dredful joye alwey that slit so yerne:

Al this mene I by Love, that my felynge

Astonyeth with his wonderful werkynge

So sore, iwis, that whan I on hym thynke

Nat wot I wel wher that I flete or wynke.
Die beiden letzten Zeilen stellen ein so genanntes heroic couplet dar, also zwei im Paarreim gekoppelte jambische Fünfheber. Sie bilden die metrische Grundlage für die meisten der Canterbury Tales und für einen großen Teil der in Englisch geschriebenen epischen Dichtung nach Chaucer.

### Die „französische“ Phase (vor 1372)
Als erstes literarisches Werk Chaucers gilt The Romaunt of the Rose, eine Übersetzung des Roman de la Rose, des einflussreichsten und mit über 22.000 Versen längsten französischen Gedichts des späten Mittelalters. Sie ist nur teilweise erhalten geblieben, wobei unklar ist, ob Chaucer die Übersetzung überhaupt vollendete. In Werkausgaben wird die erstmals 1532 gedruckte Schrift in drei Fragmente unterteilt, die sich linguistisch recht stark voneinander unterscheiden. Allein für „Fragment A“ (Zeile 1–1705) gilt Chaucers Autorschaft als gesichert, bei „Fragment C“ ist sie umstritten, bei „Fragment B“ widerlegt. The Romaunt of the Rose ist metrisch wie sprachlich noch recht holprig, doch entlehnte Chaucer später daraus viele Motive, die seine späteren Gedichte prägen, insbesondere den Traum als Rahmen eines Gedichts.
ABC ist ebenfalls eine Übersetzung aus dem Französischen. Guillaume de Deguillevilles Gedicht ist eine Lobpreisung der Heiligen Jungfrau; die Anfangsbuchstaben der Strophen entsprechen dem Alphabet.
The Book of the Duchess (Das Buch der Herzogin) ist Chaucers erstes eigenes Gedicht. Es ist eine Lobrede auf Blanche, die 1368 verstorbene erste Frau Johanns von Gent. Vermutlich entstand es anlässlich einer der Gedenkfeiern, die der Prinz jährlich zu ihrem Todestag ausrichten ließ. Es ist ein Traumgedicht nach französischem Vorbild und beschreibt in der allegorischen Sprache der höfischen Dichtung die Trauer des Witwers.

### Die „italienische“ Phase (1372–87)
The House of Fame (Das Haus der Fama) wird um das Jahr 1380 datiert und ist ebenfalls ein Traumgedicht, doch es hebt sich von Chaucers früherer Dichtung inhaltlich deutlich ab. Es mäandert scheinbar ziellos dahin, behandelt aber in zahlreichen Exkursen eine große Fülle von Themen, vom Sinn und Zweck der Kunst, Wahrheit und Lüge in der Geschichtsschreibung bis hin zu wissenschaftlichen Ausführungen über das Wesen von Schall und Luft. Der Dichter Geffrey findet sich in seinem Traum im gläsernen Tempel der Venus wieder und liest dort die auf einer Messingtafel gravierte Geschichte vom Fall Trojas. Von dort trägt ihn ein recht gesprächiger Adler zum Haus der Göttin Fama und er erlebt, wie sie den Ruhm völlig willkürlich unter den Bittstellern verteilt. Zuletzt betritt er das aus Zweigen gebaute Haus der Gerüchte, wo ein nicht näher beschriebener „Mann von großem Ansehen“ von merkwürdigen Gestalten in die Enge getrieben wird – dort bricht das Gedicht ab. Einige Motive – wie etwa der Adler – sind Dantes Göttlicher Komödie entlehnt, zudem ist das Gedicht gespickt mit mehr oder minder parodistischen Verweisen und Seitenhieben auf antike Autoren, insbesondere auf Vergils Aeneis, Ovids Metamorphosen und Boëthius, so dass es von Kritikern oft als literaturtheoretische Abhandlung gelesen wurde.
Boëthius De Consolatione philosophiae („Vom Trost der Philosophie“) übertrug Chaucer ebenfalls um 1380 als Boece ins Englische. Es ist in einer Handschrift aus dem frühen 16. Jahrhundert erhalten.
Anelida and Arcyte behandelt die unglückliche Liebe der armenischen Königin Anelida zum thebanischen Edelmann Arcyte. Den zentralen Teil des unvollendet gebliebenen Gedichts bildet die Wehklage Anelidas. Dieser dramatische Monolog stellt ihre Befindlichkeit sehr eloquent dar und ist mit Einleitung, Strophe, Antistrophe und Epode streng symmetrisch strukturiert. Einige Teile von Anelida and Arcyte – wie etwa die Sage der Sieben gegen Theben – sind bei Statius Thebais entlehnt, die Liebesklage ist vor allem ein französisches Genre, zudem zeigt die Erzählsituation deutlich den Einfluss von Boccaccios Teseide, doch die eigentliche Geschichte ist Chaucers eigene Schöpfung.
The Parliament of Fowls (Das Parlament der Vögel) ist ein weiteres Traumgedicht. Die 100 im „rhyme royal“ gehaltenen Strophen stellen einen der ersten Belege für den Valentinstag als Fest der Liebe dar. Wie auch in The House of Fame ist der Erzähler ein Dichter, der vergeblich versucht, in alten Büchern etwas über die Liebe zu lernen. Über Somnium Scipionis gebeugt, den im letzten Teil von Ciceros De re publica beschriebenen Traum Scipios, schläft der Dichter ein und wird im Traum von Scipio höchstselbst zum Garten der Liebe geführt. Dort haben sich die Vögel unter dem Vorsitz der Göttin Natura zur Balz eingefunden. Das lange Zaudern einer Adlerdame, die sich zwischen drei Verehrern nicht entscheiden kann, wird von der Göttin unterbrochen, die sodann die Verhandlungen zur Partnerwahl der anderen Vögel aufnimmt. Dabei plädieren die Tauben für ewige Treue, der Kuckuck preist dagegen die Promiskuität. Chaucers heitere Allegorie wird oft als Gelegenheitsgedicht anlässlich der Vermählung König Richards II. mit Anne von Böhmen gedeutet.
In Troilus and Criseyde wird die Liebe nicht allegorisch verklärt, sondern in ihrer psychologischen Komplexität in ausgesprochen moderner Weise beleuchtet. Das ebenfalls im „rhyme royal“ gehaltene Versepos hat die Liebe des trojanischen Prinzen Troilus zu Criseyde (Cressida) zum Thema. Mit Hilfe ihres Onkels Panderus kann Troilus sie für sich gewinnen, doch verliert er sie letztlich an den griechischen Krieger Diomedes. Chaucer beschließt das Gedicht mit dem Ratschlag an junge Liebende, sich statt der Liebe auf Erden der himmlischen Liebe Gottes zuzuwenden; diese Aussage ist wie das gesamte Gedicht deutlich von der Philosophie Boëthius’ geprägt. Das direkte Vorbild Chaucers war jedoch Boccaccios Il Filostrato (um 1340).
In The Legend of Good Women gedachte Chaucer der verlassenen Frauen in Geschichte und Mythologie und der „Heiligen“ Cupidos; diese Thematik ist Ovids Epistulae heroidum entlehnt. Im Einzelnen wird die Geschichte von Kleopatra, Thisbe, Dido, Medea und Hypsipyle, Lucretia, Philomele, Phyllis und Hypermestra erzählt. Der Prolog ist die wohl erste epische Dichtung der englischen Literatur, die durchgehend in heroic couplets verfasst ist. Diesen Vers gebrauchte Chaucer auch in den meisten der Canterbury Tales.

### Die Canterbury Tales

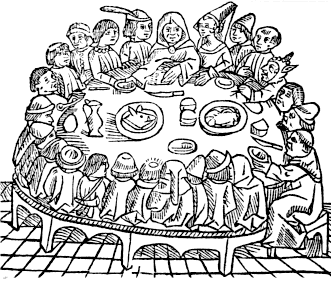
Holzschnitt aus der zweiten Ausgabe der Canterbury Tales (William Caxton, 1483)

Die Canterbury-Erzählungen entstanden zum größten Teil nach 1388, in Chaucers „englischer“ Phase. Sein literarisches Vorbild war dennoch Boccaccios Decamerone (1353). Aus dieser Sammlung von 100 Novellen übernahm Chaucer vor allem das Organisationsprinzip der Rahmenhandlung; die Geschichten selbst sind Chaucers eigene Schöpfung.
Der berühmte Prolog stellt den Rahmen für das Geschehen her: Der Dichter befindet sich auf einer Pilgerfahrt zum Grab des Heiligen Thomas Becket in Canterbury. In einer Taverne vor den Toren Londons stößt er zu einer 29 Köpfe zählenden Schar Gleichgesinnter und schließt sich ihnen an. Der Wirt der Gaststätte schlägt vor, jeder der Pilger solle auf dem Hin- und Rückweg je zwei Geschichten erzählen, auch mit dem Hintergedanken, die Gäste bei Trinklaune zu halten. Chaucer charakterisiert im Prolog jeden Pilger in kurzen, aber sehr realistisch geratenen Porträts. So entsteht ein verkleinertes Abbild der englischen Gesellschaft der Zeit, denn vom Ritter über die Nonne bis hin zum Bauern ist jede Schicht vertreten. Eine Pilgerfahrt war die einzige plausible Gelegenheit, zu der eine solch bunte Gesellschaft tatsächlich zueinander gefunden hätte, und so erweist sich auch der Handlungsrahmen als Instrument einer realistischen Darstellung.
Von den ursprünglich geplanten 120 Erzählungen vollendete Chaucer nur 22, zwei weitere sind Fragment geblieben. Zwei Tales (Die Erzählung des Pfarrers und Die Erzählung über Melibeus) sind Prosanovellen, die übrigen meist in jambischen Pentametern nach dem Schema aabbcc gereimt. Der heutige Standardtext wurde aus verschiedenen Manuskripten zusammengetragen, so dass insgesamt zehn zusammenhängende Fragmente unterschieden werden. Manche von ihnen verweisen inhaltlich aufeinander, doch kann die ursprüngliche Abfolge der Erzählungen nicht mehr zweifelsfrei rekonstruiert werden.
Die Vielfalt der Canterbury Tales macht ihren Reiz aus. Chaucer verlieh jedem seiner Pilger eine charakteristische Sprache und eine passende Geschichte, so dass eine Vielzahl verschiedener Genres nebeneinander bestehen, durch die Rahmenhandlung aber dennoch eine Einheit darstellen. So vermag Chaucer fromme Heiligenlegenden, die höfische Dichtung und derbe Schwänke elegant und ohne Widerspruch zu verknüpfen. In jüngster Zeit haben sich vor allem Interpretationen als fruchtbar erwiesen, die die Canterbury Tales als Ständesatire deuten.

### Wissenschaftliche Werke
Chaucer verfasste vermutlich für seinen Sohn eine Art Gebrauchsanleitung für ein Astrolabium (Treatise on the Astrolabe). Diese Schrift gilt als Beleg, dass er auch technisch und wissenschaftlich versiert war. Ein 1952 von Derek de Solla Price entdecktes astronomisches Werk mit dem Titel Equatorie of the Planetis verfolgt einige der im Treatise behandelten Gegenstände weiter und ist diesem sprachlich recht ähnlich; es ist aber dennoch zweifelhaft, ob es aus Chaucers Feder stammt.

## Überlieferung und Wirkungsgeschichte

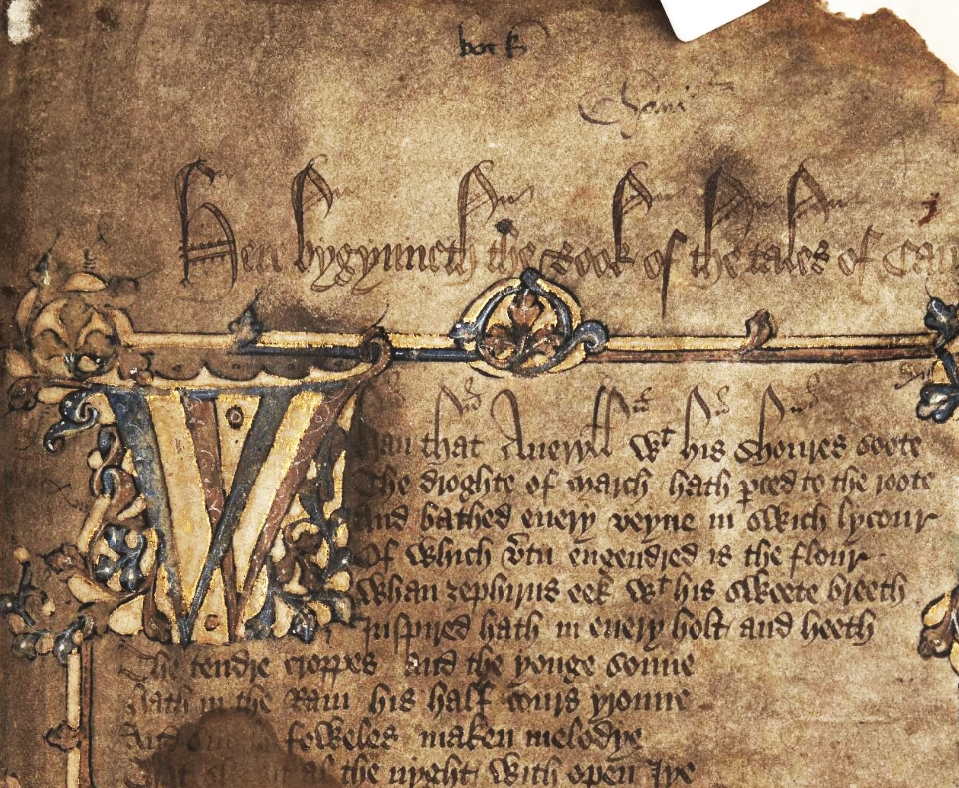
Das Hengwrt-Manuskript

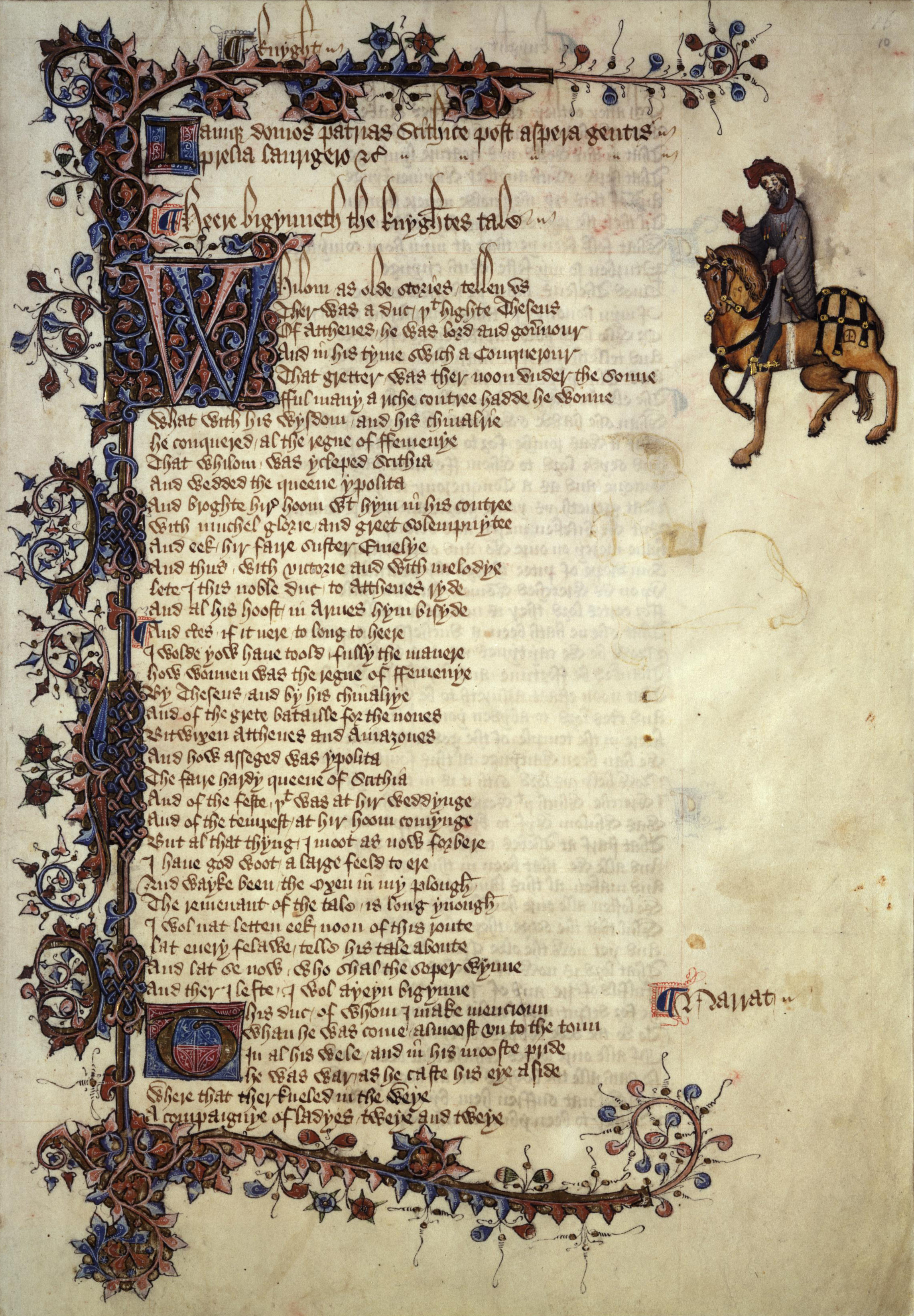
Der Beginn der Erzählung des Ritters aus dem Ellesmere-Manuskript

Bereits zu Lebzeiten wurden Chaucers Werke im In- und Ausland gepriesen, etwa von John Gower, Thomas Usk und Eustache Deschamps. Nach seinem Tod im Jahr 1400 begann eine Kanonisierung Chaucers als „Morgenstern der englischen Dichtung“, insbesondere durch den Hofdichter John Lydgate. Chaucers Stil wurde oftmals imitiert und einige Dichtungen seiner Nachahmer galten bis in das 20. Jahrhundert als Chaucer-Originale. Seine Werke wurden in Handschriften kopiert und mit jeder Kopie gelangten Fehler, Änderungen oder dialektale Variationen in den Originaltext, so dass schließlich zahlreiche zum Teil erheblich verschiedene Versionen insbesondere der Canterbury Tales kursierten. Die Grundlage für alle heutigen Ausgaben ist das sogenannte Ellesmere-Manuskript, das um 1410 entstand. Das in der walisischen Nationalbibliothek in Aberystwyth aufbewahrte Hengwrt-Manuskript ist vermutlich noch älter (um 1400) und wurde möglicherweise sogar vom selben Kopisten wie das Ellesmere-Manuskript angefertigt, weist aber Abweichungen auf, die auf Zensur schließen lassen. So ist etwa die Erzählung der Frau aus Bath hier merklich entschärft.
Die Begeisterung für Chaucer hielt im gesamten 15. Jahrhundert unvermindert an, und so waren die Canterbury Tales auch eines der ersten Bücher, die in England gedruckt wurden. Die von William Caxton gedruckte erste Ausgabe erschien 1478, die zweite im Jahre 1483. Zwei Dramen Shakespeares gehen zumindest mittelbar auf Chaucer zurück: Troilus und Cressida sowie die an die Erzählung des Ritters angelehnte apokryphe Tragikomödie Two Noble Kinsmen (Zwei edle Vettern).
Im 16. und 17. Jahrhundert verblasste Chaucers Ruhm vor allem, weil das Mittelenglische wegen erheblicher Lautverschiebungen und anderer sprachlicher Entwicklungen den Lesern immer unverständlicher wurde. John Dryden pries Chaucer als „Vater der englischen Dichtung“ und übertrug einige Tales ins Neuenglische. Die Meinungen der Romantiker über Chaucer gingen auseinander. Viele schätzten ihn wegen der vermeintlichen Urtümlichkeit seiner Dichtung, Lord Byron nannte ihn „obszön und verachtenswert“. Im 19. und 20. Jahrhundert wurden seine Werke zum Gegenstand der modernen Literaturwissenschaft. Die Chaucer Society (seit 1978 New Chaucer Society) gibt seit 1868 jährlich eine Anthologie mit Essays heraus, die heute den Namen Studies in the Age of Chaucer trägt.
Das berühmteste Gedicht der englischsprachigen Moderne, T. S. Eliots The Waste Land (Das wüste Land, 1922) beginnt mit einer Referenz an die ersten Worte des Prologs der Canterbury Tales:
| Canterbury Tales, General Prologue Whan that Aprill with his shoures soote The droghte of March hath perced to the roote, And bathed every veyne in swich licour Of which vertu engendred is the flour; Whan zephirus eek with his sweete breeth Inspired hath in every holt and heeth The tendre croppes, and the yonge sonne Hath in the ram his half cours yronne, | The Waste Land April is the cruellest month, breeding Lilacs out of the dead land, mixing Memory and desire, stirring Dull roots with spring rain. Winter kept us warm, covering Earth in forgetful snow, feeding A little life with dried tubers. […] |

Die Canterbury Tales wurden mehrmals für das Theater adaptiert, auch als Musical dargeboten und mehrfach verfilmt, unter anderem von Pier Paolo Pasolini (I Racconti di Canterbury, 1972).
Nicht unmaßgeblich beeinflusste die frühe kanonische Stellung Chaucers auch die Standardisierung der englischen Sprache auf der Grundlage der Londoner Kanzleisprache, deren sich auch Chaucer befleißigte. Das Oxford English Dictionary schreibt die schriftliche Ersterwähnung zahlreicher englischer Wörter Chaucers Werk zu, darunter im Buchstaben A allein die Wörter acceptable, alkali, altercation, amble, angrily, annex, annoyance, approaching, arbitration, armless, army, arrogant, arsenic, arc, artillery und aspect.
Nach Chaucer sind der Asteroid des inneren Hauptgürtels (2984) Chaucer und der Mondkrater Chaucer benannt.

## Werke

### Werkausgaben und Übersetzungen
- Canterbury Tales. With an introduction, notes and a glossary by John Matthews Manly, H. Holt and Company, New York 1928.
- The Works of Geoffrey Chaucer. 2nd ed., edited by F. N. Robinson, Houghton Mifflin, Boston 1957.
- Five Canterbury Tales – Fünf Canterbury-Geschichten. Mittelenglisch – deutsch, herausgegeben und übersetzt von Dieter Mehl, Langewiesche-Brandt, Ebenhausen 1958.
- Geoffrey Chaucer: Canterbury-Erzählungen. Herausgegeben von Martin Lehnert, Rütten & Loening, Berlin, 1963; Ausstattung und Illustration Werner Klemke
- The Canterbury Tales – Die Canterbury-Erzählungen. Mittelenglisch / Deutsch, ausgewählt und herausgegeben von Heinz Bergner, Reclam, Stuttgart 1982, ISBN 978-3-15-007744-3.
- The Riverside Chaucer. 3rd ed., edited by Larry D. Benson, Oxford University Press, Oxford 1988, ISBN 0-19-282109-1. (Gilt heute als englische Standardausgabe)
- Canterbury Tales. Edited by A. C. Cawley, reissued with revisions, Everyman’s Library, London & Rutland (VT) 1990, ISBN 978-0-460-87027-6.
- Die Canterbury-Erzählungen. Herausgegeben von Joerg O. Fichte, 3 Bände, Goldmann, München 2000, ISBN 3-442-90512-5. (Mittelenglischer Originaltext mit deutscher Prosaübersetzung)
- The Hengwrt Chaucer digital facsimile. Herausgegeben von Estelle Stubbs. Scholarly Digital Editions, Leicester 2000, ISBN 0-9539610-0-1.
- Caxton’s Canterbury Tales: The British Library Copies on CD-ROM. Herausgegeben von Barbara Bordalejo. Scholarly Digital Editions, Leicester 2003, ISBN 1-904628-02-8 bzw. ISBN 1-904628-03-6 (unterschiedliche Lizenzierung).
- The Miller’s Tale on CD-ROM. Herausgegeben von Peter Robinson. Scholarly Digital Editions, Leicester 2004, ISBN 0-9539610-2-8.
- The Nun’s Priest’s Tale on CD-ROM. Herausgegeben von Paul Thomas. Scholarly Digital Editions, Leicester 2006, ISBN 0-9539610-3-6.
- Troilus and Criseyde. Edited by Stephen A. Barney, Norton & Company, New York 2006, ISBN 978-0-393-92755-9.
- Troilus and Criseyde. A New Translation by Barry Windeatt, Oxford University Press, Oxford u. a. 2008, ISBN 978-0-19-955507-9.

## Literatur

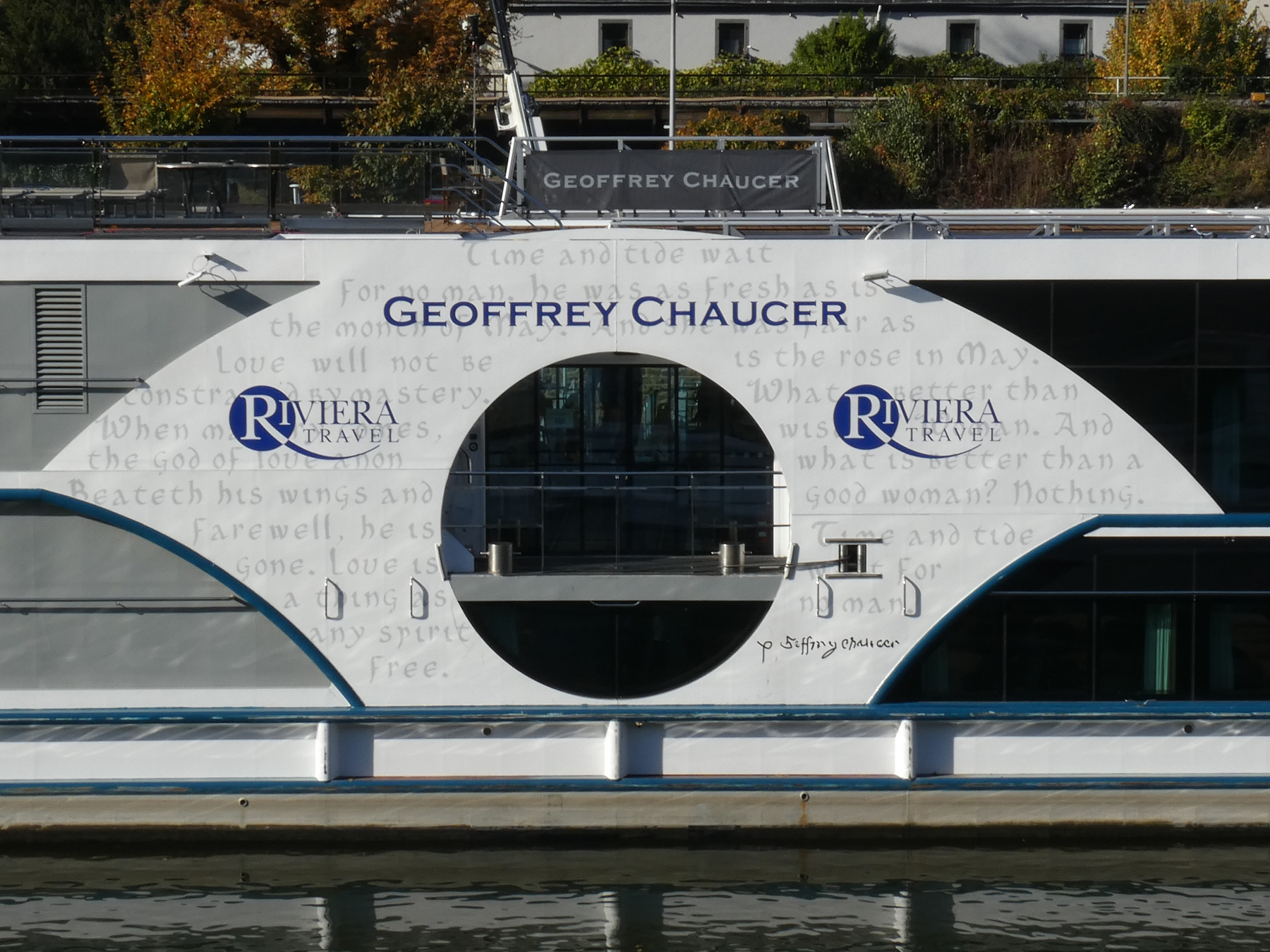
Zitate auf der Geoffrey Chaucer

## Trivia
Im Frühjahr 2020 wurde ein Flusskreuzfahrtschiff auf den Namen Geoffrey Chaucer getauft. Das Schiff gehört der Schweizer Reederei Scylla AG. Es fährt seither auf Rhein, Mosel, Main und Donau. Auf Flächen rund um die Eingangstüren sind Zitate des Dichters aufgemalt, außerdem seine Signatur.

### Allgemein
- Chaucer-Website der Harvard-Universität (englisch)
- Editionsgeschichte der Canterbury Tales (englisch)
- kurzes Porträt Chaucers bei „Klassiker der Weltliteratur“
- Chaucer-Metapage (englisch)
- kommentierte Liste von Chaucer-Weblinks (englisch)

### Texte (Mittelenglisch)
- Die Canterbury Tales in der Version des ersten „Riverside Chaucer“ von 1957 hg. von F. N. Robinson
- Hypertext der Canterbury Tales mit mittelenglischem Originaltext, einer Übertragung ins Neuenglische und Glossar
- Chaucers Gesamtwerk
- Troilus and Criseyde
- The Legend of Good Women
- Werke von Geoffrey Chaucer bei Zeno.org. (deutsch)